# Freestyle BMX

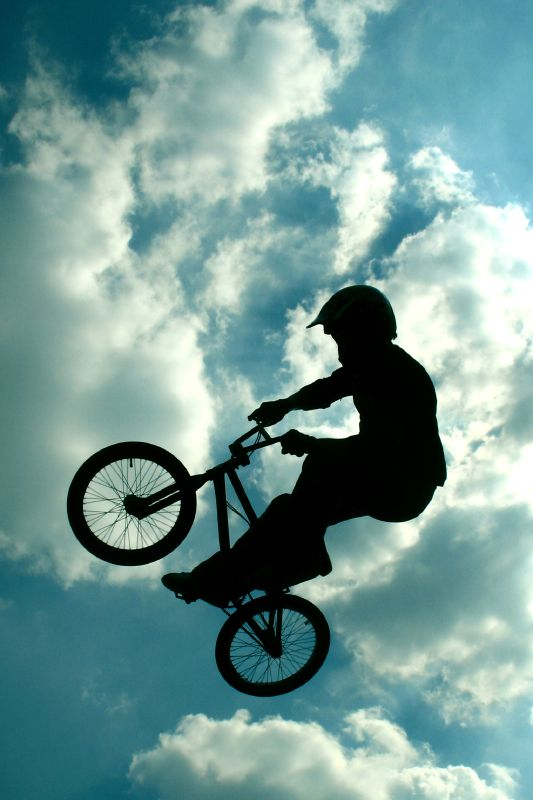

Freestyle BMX je disciplína jízdy na bytelném bicyklu s koly o průměru 20 palců (50,8 cm). Jezdec se snaží svou jízdu naplnit různými akrobatickými triky a prvky.

## Vzhled kola
Rám kola si každý jezdec vybírá podle sebe tak, jak vyhovuje jeho výšce a stylu jízdy. Geometrie, délka a hmotnost.
Hmotnost kol se v průběhu let velmi snížila. Nyní se pohybuje kolem 11 kg, málokdy však klesá pod 10 kg.
V dnešní době je trend vozit vysoká a široká řídítka, díky čemuž se kolo lépe ovládá.
Značně se také liší vybavení kol na určité disciplíny, například pegy… Na flatland se používají tlusté a neklouzající, aby se na nich dalo dobře balancovat a vždy bývají 4. Na street se vozí tenčí, odolnější a kluzčí pegy, většinou v páru, záleží na jezdci, který si volí stranu grindu (jízda po pegách na hraně překážky), icepicku, doublepegu, toothpicku atd. Někteří jezdci nevozí pegy žádné. U dirtu zpravidla pegy na BMX chybí.

## Triky
Způsob provádění triků se liší podle disciplín: street, dirt jump „dj“,freestyle, flatland, vert.
Většinou však lidé kombinují různé styly, nejčastěji dirt a street, jelikož mají spoustu společných prvků.

## Ochranné doplňky
Pády z kola mohou být nebezpečné – typickými úrazy jsou otřes mozku, rozsáhlé odřeniny, spáleniny nebo tržné rány. Proto je důležité za každých okolnosti nasedat na kolo s kvalitní přilbou. Pro sjezdovou cyklistiku v terénu, downhillové nebo cyklokrosové trasy jsou nezbytné chrániče holení, kolen a loktů, ochranné sportovní rukavice nebo krunýř na páteř. Správná volba je i full face přilba. Když přilba praskne, neměla by být znovu používána!